# دیپ‌حاجی (مرزیفون)
دیپ‌حاجی (به ترکی استانبولی: Diphacı) یک منطقهٔ مسکونی در ترکیه است که در مرزیفون واقع شده‌است.